# Ryan Graves
Ryan Graves (né le 21 mai 1995 à Yarmouth, dans la province de la Nouvelle-Écosse au Canada) est un joueur professionnel canadien de hockey sur glace. Il évolue à la position de défenseur pour les Devils du New Jersey dans la Ligue nationale de hockey (LNH).

## Biographie

### Carrière junior
Il est repêché 9e au total par le Rocket de l'I-P-E lors du repêchage 2011 de la LHJMQ. En 2011, il commence sa carrière en junior majeur avec le Rocket de l'I-P-E dans la Ligue de hockey junior majeur du Québec. Il remporte la Coupe du président 2014 avec les Foreurs de Val-d'Or. Il est choisi au quatrième tour, en cent-dixième position par les Rangers de New York lors du repêchage d'entrée dans la LNH 2013. 

### Wolfpack de Hartford (2015-2018)
Il passe professionnel en 2015 avec le Wolf Pack de Hartford, club ferme des Rangers dans la Ligue américaine de hockey. 

### Avalanche du Colorado (2018-2021)
Le 26 février 2018, à la date limite des échanges, il est échangé à l'Avalanche du Colorado en retour de Chris Bigras. Le 17 juillet 2018, il signe un contrat d'un an avec l'Avalanche.
Il joue son premier match dans la Ligue nationale de hockey le 27 décembre 2018 avec l'Avalanche chez les Golden Knights de Vegas. Il marque son premier but le 4 janvier 2019 face aux Rangers.
Le 12 octobre 2020, il signe un contrat de 3 ans et 9,5 millions de dollars avec l'Avalanche du Colorado.

### Devils du New Jersey
Le 15 juillet 2021, il est échangé au Devils du New Jersey en échange de Mikhaïl Maltsev et un choix de deuxième ronde lors du repêchage de 2021.

### Penguins de Pittsburg
Le 1er juillet 2023, il signe un contrat de 6 ans pour 27 millions de dollars aux Penguins de Pittsburgh.

## Statistiques
| Saison     | Équipe                            | Ligue      |     | Saison régulière | Saison régulière | Saison régulière | Saison régulière | Saison régulière |   | Séries éliminatoires | Séries éliminatoires | Séries éliminatoires | Séries éliminatoires | Séries éliminatoires |
| Saison     | Équipe                            | Ligue      | PJ  | B                | A                | Pts              | Pun              | PJ               | B | A                    | Pts                  | Pun                  |                      |                      |
| 2011-2012  | Rocket de l'Île-du-Prince-Édouard | LHJMQ      | 62  | 2                | 7                | 9                | 34               | -                | - | -                    | -                    | -                    |                      |                      |
| 2012-2013  | Rocket de l'Île-du-Prince-Édouard | LHJMQ      | 68  | 3                | 13               | 16               | 90               | 6                | 0 | 0                    | 0                    | 6                    |                      |                      |
| 2013-2014  | Islanders de Charlottetown        | LHJMQ      | 39  | 3                | 9                | 12               | 52               | -                | - | -                    | -                    | -                    |                      |                      |
| 2013-2014  | Foreurs de Val-d'Or               | LHJMQ      | 26  | 2                | 8                | 10               | 16               | 24               | 1 | 7                    | 8                    | 24                   |                      |                      |
| 2014-2015  | Remparts de Québec                | LHJMQ      | 50  | 15               | 24               | 39               | 49               | 21               | 5 | 6                    | 11                   | 25                   |                      |                      |
| 2015-2016  | Wolf Pack de Hartford             | LAH        | 74  | 9                | 12               | 21               | 53               | -                | - | -                    | -                    | -                    |                      |                      |
| 2016-2017  | Wolf Pack de Hartford             | LAH        | 76  | 8                | 22               | 30               | 69               | -                | - | -                    | -                    | -                    |                      |                      |
| 2017-2018  | Wolf Pack de Hartford             | LAH        | 57  | 4                | 7                | 11               | 66               | -                | - | -                    | -                    | -                    |                      |                      |
| 2017-2018  | Rampage de San Antonio            | LAH        | 21  | 1                | 5                | 6                | 7                | -                | - | -                    | -                    | -                    |                      |                      |
| 2018-2019  | Eagles du Colorado                | LAH        | 32  | 2                | 7                | 9                | 26               | -                | - | -                    | -                    | -                    |                      |                      |
| 2018-2019  | Avalanche du Colorado             | LNH        | 26  | 3                | 2                | 5                | 2                | -                | - | -                    | -                    | -                    |                      |                      |
| 2019-2020  | Avalanche du Colorado             | LNH        | 69  | 9                | 17               | 26               | 45               | 15               | 1 | 2                    | 3                    | 6                    |                      |                      |
| 2020-2021  | Avalanche du Colorado             | LNH        | 54  | 2                | 13               | 15               | 55               | 10               | 1 | 5                    | 6                    | 10                   |                      |                      |
| 2021-2022  | Devils du New Jersey              | LNH        | 75  | 6                | 22               | 28               | 24               | -                | - | -                    | -                    | -                    |                      |                      |
| 2022-2023  | Devils du New Jersey              | LNH        | 78  | 8                | 18               | 26               | 28               | 10               | 0 | 1                    | 1                    | 4                    |                      |                      |
| 2023-2024  | Penguins de Pittsburgh            | LNH        | 70  | 3                | 11               | 14               | 30               | -                | - | -                    | -                    | -                    |                      |                      |
| Totaux LNH | Totaux LNH                        | Totaux LNH | 372 | 31               | 83               | 114              | 184              | 35               | 2 | 8                    | 10                   | 20                   |                      |                      |

### En équipe nationale
| Année | Équipe            | Compétition          |   | PJ | B | A | Pts | Pun      |  | Résultat |
| 2012  | Canada Atlantique | Défi mondial -17 ans | 5 | 0  | 0 | 0 | 2   | 7e place |  |          |

## Trophées et honneurs personnels

### Ligue américaine de hockey
- 2015-2016 : participe au Match des étoiles de la LAH